# Eystein Young Dingha
Eystein Young Dingha Junior, né à Njinikom, est un acteur, scénariste et réalisateur camerounais. Il est connu pour son film The Planter's Plantation, lauréat de l’Écran d'Or lors de la 26e édition du festival Écrans Noirs en 2022.

## Biographie

### Enfance et débuts
Eystein Young Dingha naît  à Njinikom dans la région du Nord-Ouest du Cameroun. Son père est originaire de Kom, dans le département du Boyo, et sa mère de Bali, dans le département du Mezam. Il fait ses études primaires dans la commune de Njinikom et son cycle d'études secondaires au St Paul's College de Bamenda. Il fait ses études supérieures à l'université de Yaoundé II puis quitte le Cameroun pour s'installer au Nigeria.

### Carrière
Il commence sa carrière comme acteur en se formant au Ruphina’s House Academy à Bamenda. Cette formation lui permet de décrocher le premier rôle dans plusieurs productions cinématographiques au Cameroun notamment : Samson, Ensomni, The Beast, Cypher Comedy Series, The Kaffi, Ndonne, My Best Day et une foule d'autres.
En 2021, il écrit le film Hidden Dreams, réalisé par Ngang Romanus. Il est nommé dans la catégorie meilleur scénario pour ce film,. Le film est proposé par le Cameroun pour l'Oscar du meilleur film international pour la 94e cérémonie des Oscars.
En 2022, il sort The Planter's Plantation, un film musical qu'il écrit et réalise avec à l'affiche des acteurs comme Nkem Owoh et Loveline Nimo dans les rôles principaux. Le film remporte l'Écran d'or, la plus haute distinction au Festival Écrans noirs, lors de l'édition 2022 du Festival tenu en octobre 2022 à Yaoundé. Il est le premier réalisateur camerounais à remporter ce prix au cours des 26 ans d'existence de ce festival. En octobre 2022, le film de he Planter's Plantation est également nommé par le Cameroun pour l'Oscar du meilleur film international,. Toujours en 2022, il réalise le documentaire Clando le bus de l'exil, consacré aux déplacés internes de la crise anglophone au Cameroun. Le document est diffusé sur Arte,.

## Filmographie

### Comme scénariste
- 2021 : Hidden Dreams
- 2022 : The Planter's Plantation

### Comme réalisateur
- 2019 : Woman Perfect
- 2019 : Consort
- 2020 : If Only
- 2022 : The Planter's Plantation
- 2022: Clando, le bus de l'exil

### Comme acteur
- 2016 : Samba Tv Series
- 2018 : If I Am the President
- 2020 : Saving Mbango
- 2020 : Full Moon
- 2020 : The Journey of the S
- 2022 : Behind Gates

## Distinctions
- pour The Planter's Plantation :
- 2022 : Écran d'or au Festival et  Écran du meilleur film camerounais au festival Écrans noirs
- 2023 : Prix spécial Ecobank Ousmane Sembene et Prix spécial Plan international Burkina de l'égalité aux filles pour la combattivité et l'innovation en faveur des filles au FESPACO 2023
- 2023 : Meilleur film international, Uganda Film Festival
- 2023 : Yarha D’Or au Yarha Film Festival
- 2023 : Meilleur Film aux LFC Awards
- 2023 : Balafon d’Or du meilleur film, meilleure réalisation, meilleure affiche, meilleur scénario, meilleur costume et Golden Awards aux Balafons 7a de Douala[13]
- 2024 : Meilleur film de fiction au Festival Vues d’Afrique